# کوری (فیلم ۲۰۱۶)
کوری (به لهستانی: Zaćma) نام یک فیلم درام لهستانی به کارگردانی ریشارد بوگایسکی محصول ۲۰۱۶ است.

## داستان
فیلم قسمت گنگ و مبهمی از زندگی جنایتکاری استالینست به نام جولیا بریستیژر را نمایش می‌دهد. او افسر سازمان امنیت عمومی است و به دلیل شکنجه وحشیانه زندانیان هنگام بازجویی با نام مستعار «لونای خونخوار» شناخته می‌شود. اوایل دهه ۶۰ میلادی سر کله جولیا در موسسه‌ای برای نابینایان نزدیک ورشو پیدا می‌شود. این مؤسسه محل رفت‌وآمد کاردینال استفان وژنسکی، اسقف اعظم لهستان است. کاردینال وژنسکی بین سال‌های ۱۹۵۳ تا ۱۹۵۶ تحت نظارت جولیا بریستیژر زندانی بوده‌است. جولیا در گفتگویی سخت و پرهیجان با کاردینال به ایدئولوژی کمونیست پشت و برای جنایت‌هایش طلب بخشش می‌کند.